# Eriocaulon chloanthe
Eriocaulon chloanthe är en gräsväxtart som beskrevs av Sylvia Mabel Phillips. Eriocaulon chloanthe ingår i släktet Eriocaulon och familjen Eriocaulaceae.
Artens utbredningsområde är Zambia. Inga underarter finns listade i Catalogue of Life.